# Putna (okręg Vrancea)
Putna – wieś w Rumunii, w okręgu Vrancea, w gminie Bolotești. W 2011 roku liczyła 604
mieszkańców.